# 카티나 팍시누
카티나 팍시누(그리스어: Κατίνα Παξινού, 영어: Katina Paxinou, 1900년 12월 17일 ~ 1973년 2월 22일)는 그리스의 배우이다.

## 출연 작품
- 누구를 위하여 종은 울리나 (1943)